# Arga de Baixo
Arga de Baixo ist ein portugiesischer Ort und eine ehemalige Gemeinde (Freguesia) im Concelho Caminha. Sie liegt etwa 16 Kilometer östlich von Caminha in der Serra de Arga. Die Gemeinde hatte 74 Einwohner (Stand 30. Juni 2011).
Die drei Hauptorte der Gemeinde sind Arga, Castanheira und Barziela.
Das Mosteiro de São João de Arga stammt aus dem 13. Jahrhundert. Das Fest des Heiligen wird jährlich am 28. und 29. August gefeiert.
Mit der Gebietsreform vom 29. September 2013 wurden die Gemeinden Arga de Baixo, Arga de Cima und Arga de São João zur neuen Gemeinde União das Freguesias de Arga (Baixo, Cima e São João) zusammengeschlossen. Arga de Baixo ist Sitz dieser neu gebildeten Gemeinde.